# Baylorjev medicinski kolidž
Baylorjev medicinski kolidž je ameriška zasebna univerza s sedežem v Houstonu, Teksas, ZDA.
Na tej ustanovi je deloval tudi srčni kirurg Michael DeBakey, ki je 
na Univerzitetnem kliničnem centru v Ljubljani operiral predsednika Josipa Broza - Tita.
Študij medicine na tej univerzi se redno uvršča med deset najboljših v ZDA.